# Aachener Sagen und Legenden

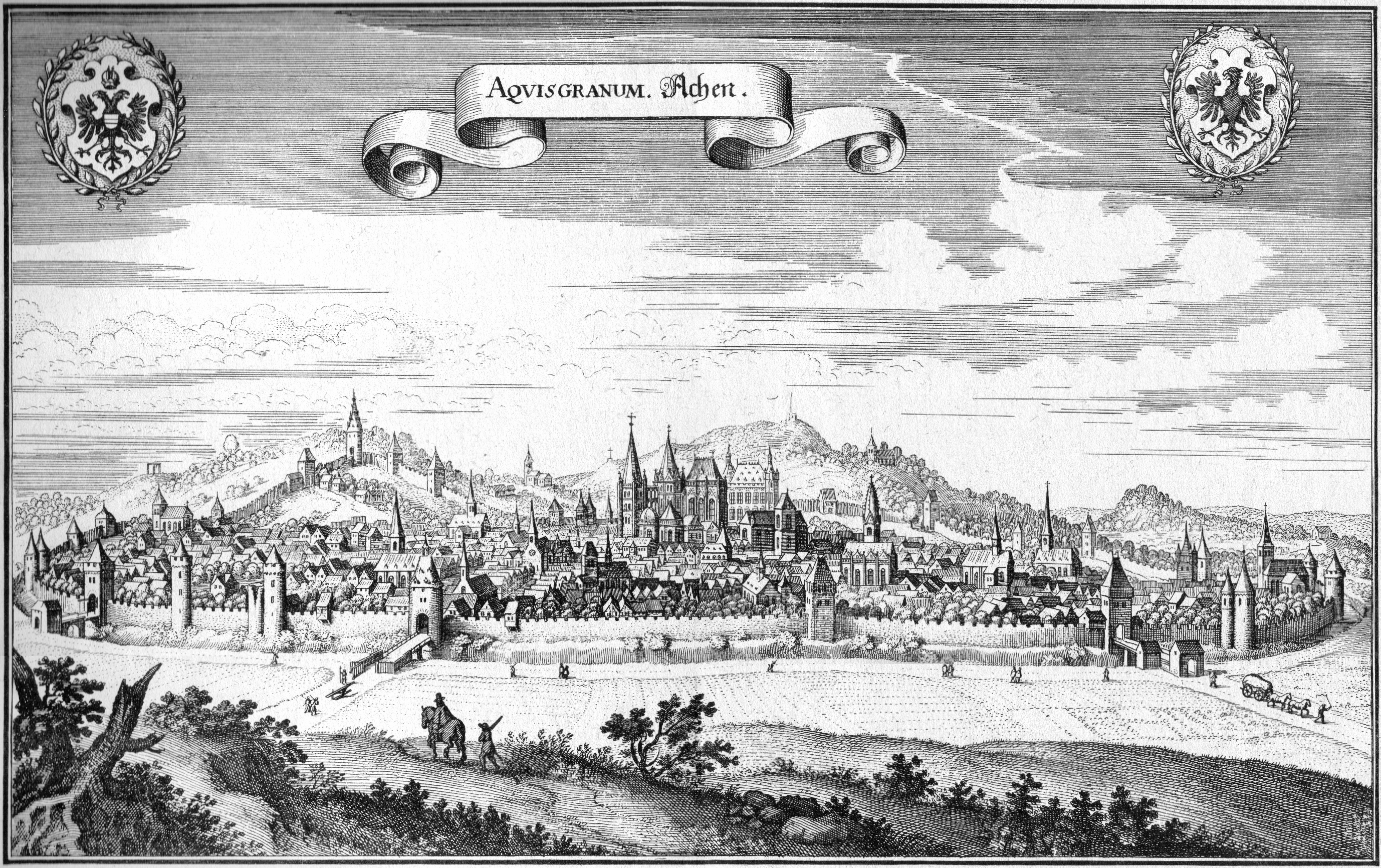
Matthäus Merian: Aachen um 1647

Die Aachener Sagen und Legenden umfassen Sagen und Legenden, die sich mit der Stadt Aachen und ihrer Geschichte, mit einzelnen Örtlichkeiten der Stadt oder ihres Umlands oder mit Aachener Persönlichkeiten befassen. Eine besondere Rolle spielt dabei Karl der Große, der Aachen durch die Errichtung der Aachener Königspfalz und der dazugehörigen Pfalzkapelle, dem Kernstück des heutigen Aachener Doms, zu seiner Hauptresidenz und zu einem Zentrum von Politik, Wissenschaft und Kultur machte.

## Arten

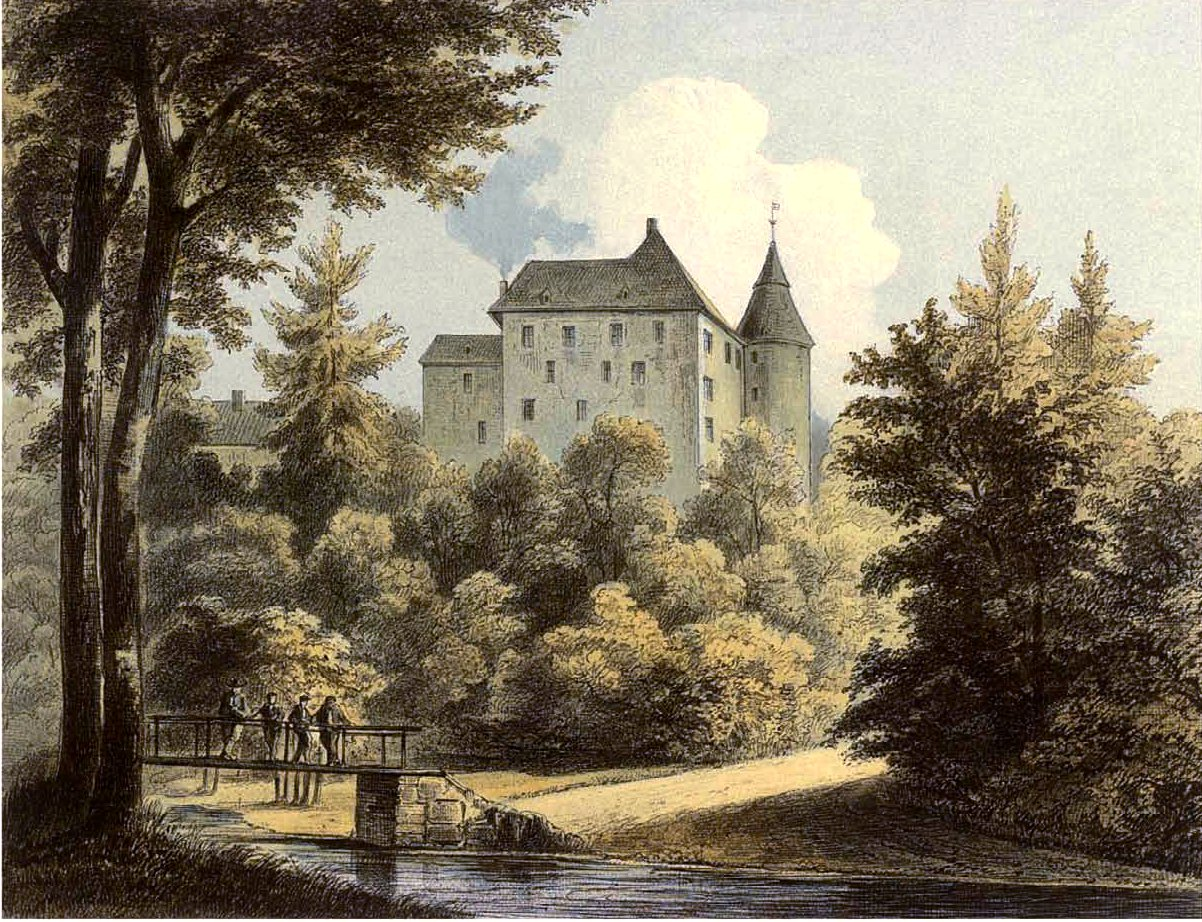
Emmaburg um 1860

Die meisten dieser Erzählungen sind historische Sagen, die sich mit einer Person oder einem Ereignis aus der Geschichte Aachens befassen. Manche davon erklären in ätiologischer Weise bestimmte Objekte oder Namen, beispielsweise den Teufelsdaumen im Hauptportal des Doms, die Existenz des Lousbergs als Einzelberg mitten im Aachener Talkessel oder den Namen der Klappergasse.
Daneben stehen eine Reihe von Spuk- und Hexengeschichten, die in ähnlicher Fassung auch in dem Sagenschatz anderer Orte enthalten sind, hier aber an Aachener Örtlichkeiten angepasst sind.
Die Zuordnung zu Aachen ist dabei nicht immer eindeutig. So wird beispielsweise die Sage von Eginhard und Emma auch mit der Ingelheimer Kaiserpfalz in Verbindung gebracht. Als Wohnort der beiden nach ihrer Verbannung vom Hofe wird in der Aachener Variante die Emmaburg in Hergenrath genannt. Nach der Ingelheimer Variante war das dagegen Seligenstadt, wo Einhard und seine Frau Imma, auf die sich die Sage bezieht, auch begraben sind.

## Überlieferung

Titelblatt von Müllers Buch Aachens Sagen und Legenden von 1858

Über Jahrhunderte hinweg wurden die meisten Sagen und Legenden lediglich mündlich überliefert. Dabei entstanden teils auch voneinander verschiedene Varianten. Schriftlich fixiert wurden sie oft erst im 19. Jahrhundert. Der Aachener Naturforscher und Mundartdichter Joseph Müller fasste 1858 etwa 25 dieser Erzählungen in seinem Buch Aachens Sagen und Legenden zusammen.
Aachener Sagen und Legenden finden sich unter anderem in folgenden Sammlungen:
- Brüder Grimm: Deutsche Sagen. 2 Bände, 1816, 1818
- Alfred von Reumont: Aachens Liederkranz und Sagenwelt, 1829
- Alfred von Reumont: Rheinlands Sagen, Geschichten und Legenden, 1837
- Ludwig Bechstein: Deutsches Sagenbuch, 1853
- Joseph Müller, Aachens Sagen und Legenden, 1858
- Johann Georg Theodor Grässe: Sagenbuch des Preußischen Staates, Band 2, Glogau 1871

## Überblick

### Stadtgründung und Dombau
Im Zusammenhang mit der Gründung der Stadt Aachen und dem Bau des Aachener Doms stehen folgende Sagen:

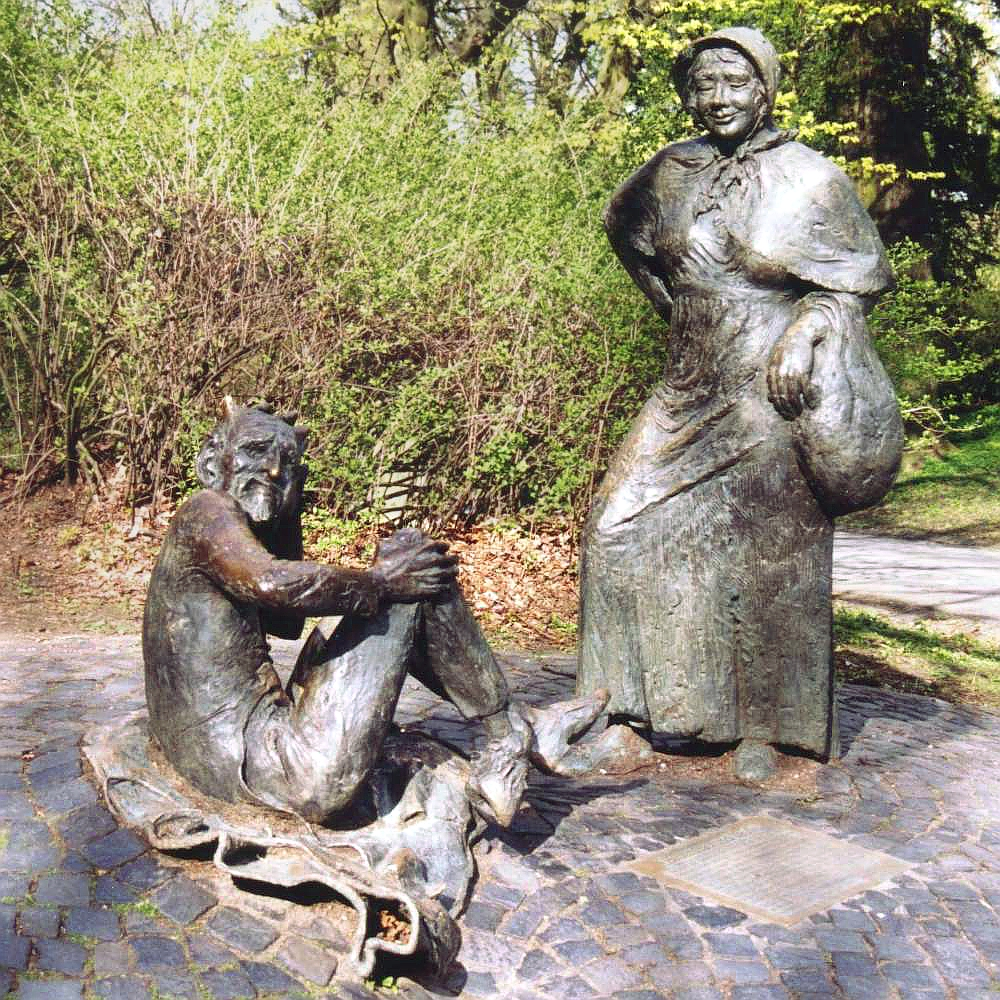
Bronzestatuen von Bauersfrau und Teufel auf dem Lousberg

- Die Aachener Stadtgründungssage erzählt, wie Kaiser Karl auf der Jagd die Aachener Thermalquellen entdeckte und daraufhin beschloss, hier eine Kaiserpfalz mit einer Muttergotteskirche zu errichten und eine Stadt zu gründen.[1]
- Die Aachener Dombausage erzählt, wie sich die Aachener Ratsherren zur Finanzierung des Dombaus auf einen Teufelspakt einließen und ihm dafür die Seele versprachen, die als erste den fertigen Dom betreten werde. Durch eine List brachten sie den Teufel um die vereinbarte Gegenleistung, indem sie einen Wolf als ersten in den Dom jagten. Vor Wut schlug der Teufel die Domtür so stark zu, dass sie einen Riss bekam und sein Daumen im Türzieher hängen blieb.[2]
- Die Lousbergsage erzählt, wie der Teufel sich für den in der Dombausage berichteten Betrug rächen und die Stadt Aachen mit einem riesigen Sandhaufen verschütten wollte. Er wurde aber von einer armen Frau überlistet und ließ den Sandhaufen nördlich der Stadt fallen, wodurch der Lousberg entstand.[3]
- Die Klappergassensage berichtet von der Kirchweihe des Doms. Als am Vorabend der Weihe nur 363 der 365 eingeladenen Bischöfe anwesend waren, erweckte Gott zwei bereits verstorbene Bischöfe aus Maastricht aus ihren Gräbern und ließ sie als Skelette nach Aachen reisen. Das Klappern ihrer Knochen gab der Klappergasse ihren Namen.[4]
- Danko der Glockengießer handelt von einem betrügerischen Glockengießer, der eine Glocke für den neuen Dom gießen sollte. Er schaffte das dafür von Karl dem Großen bereitgestellte Silber zur Seite und ersetzte es durch Blei. Als der Kaiser als erster an dem Glockenseil zog, gab die Glocke nur einen dumpfen Ton von sich. Daraufhin musste es der Glockengießer selber versuchen und wurde dabei von dem herabfallenden Klöppel erschlagen.[5]

### Karl der Große
Zu den weiteren Sagen im Zusammenhang mit Aachen und Karl dem Großen zählen unter anderem:

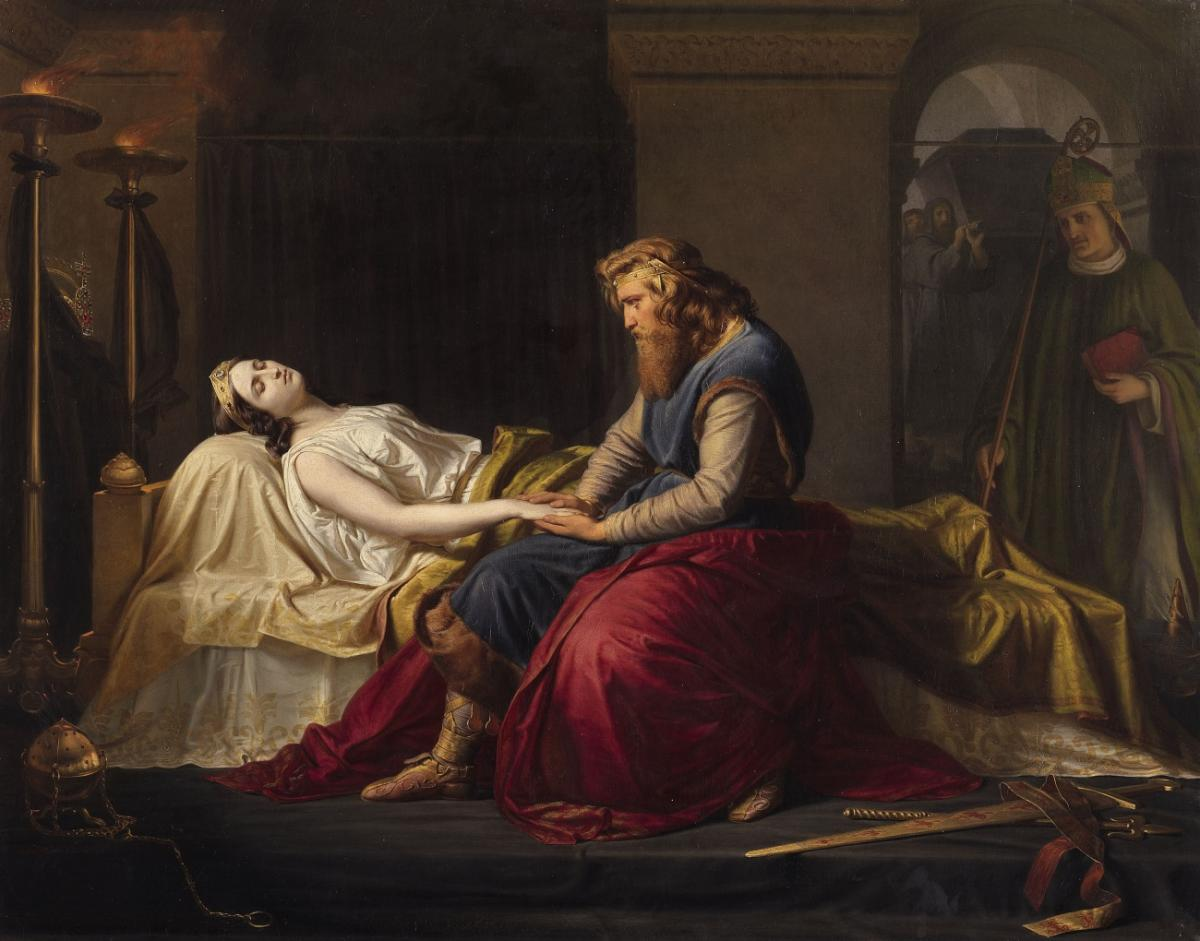
Adolph Ehrhardt: Kaiser Karl trauernd bei seiner verstorbenen Gemahlin Fastrada, 1857

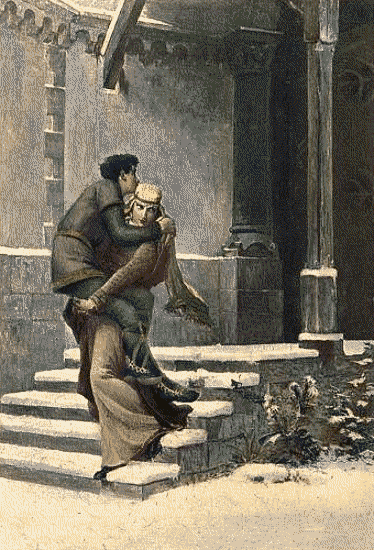
Emma trägt Eginhard durch den Schnee, Illustration nach einem Gemälde von G. L. P. Saint-Ange

- Kaiser Karls Heimkehr erzählt davon, dass Karl so lange auf Kriegszug in Ungarn war, dass er in Aachen für tot gehalten wurde, weil keine Nachrichten von ihm kamen. Die Räte drängten Karls Frau Hildegard, einen reichen König zu heiraten. Drei Tage vor der Hochzeit erschien Karl ein Engel und gebot ihm, heimzureiten. Mit Gottes Hilfe gelangte Karl in drei Tagen nach Aachen, ging am Morgen des festgesetzten Hochzeitstages in den Dom und setzte sich auf seinen Thron. So fand ihn der Mesner und holte den Bischof. Der wies Karl zurecht, auf dem Thron dürfe nur der König sitzen. Da stand Karl auf und gab sich zu erkennen.[6]
- Die Fastradasage bezieht sich auf Karls vierte Frau Fastrada. Karl hatte einer Schlange zu ihrem Recht verholfen und dafür von ihr einen Ring mit einem Edelstein bekommen, den er Fastrada schenkte. Der Ring bewirkte, dass Karl sie immer liebte.[7] Auch nach ihrem Tod konnte er sich so lange nicht von ihrer Leiche trennen, bis Bischof Turpin ihr heimlich den Ring abnahm. Karl war von da ab Turpin zugetan und machte ihn zu einem seiner engsten Berater. Turpin wollte dem Zauber ein Ende machen, indem er den Ring in einen See bei Aachen warf. Karl fühlte sich nun zu dem See hingezogen und baute dort ein Jagdschloss, die Frankenburg[8]
- Eginhard und Emma bezieht sich auf Karls Schreiber Einhard und dessen Frau Imma, die in der Sage zu Emma, einer Tochter des Kaisers gemacht wird. Als Eginhard einmal heimlich Emma bei Nacht besuchte und bei Tagesanbruch zurückgehen wollte, sah er, dass über Nacht Schnee gefallen war. Damit er mit seinen Stiefeln keine verdächtigen Spuren im Schnee hinterließ, trug Emma ihn über den Hof der Pfalz. Dabei wurde sie jedoch von Karl beobachtet, der die beiden vom Hof verstieß. Nach einigen Jahren kam Karl auf der Jagd zu einer Hütte im Wald, in der Eginhard und Emma Unterschlupf gefunden hatten, versöhnte sich mit ihnen und nahm sie wieder bei Hofe auf.[9]
- Wittekind im Münster zu Aachen erzählt von dem Sachsenherzog Widukind, der sich für Karls Blutgericht von Verden rächen wollte. Als Pilger verkleidet, kam er in den Aachener Dom, um Karl während der Heiligen Messe zu erstechen. Die Architektur des Doms und die Feierlichkeit der Liturgie nahm ihn aber so gefangen, dass er bei der Wandlung selber auf die Knie sank. Nach der Messe gab er sich Karl zu erkennen, versöhnte sich mit ihm und empfing die Taufe.[10]
- Karls Jagdritt erzählt davon, dass Karl zwar bei festlichen Anlässen die feierliche Kleidung seines Hofstaats schätzte, es ihm aber zuwider war, wenn sie bei gewöhnlichen Anlässen zu herausgeputzt auftraten. Als die Ratsherren zu einer Versammlung wieder zu sehr herausgeputzt erschienen, setzte er spontan eine Jagd im Aachener Wald an. Er ritt voraus durch das dichteste Gestrüpp, und die Ratsherren mussten ihm folgen. Beim Abendessen nach der Jagd machte er sich darüber lustig, wie zerfetzt die feine Kleidung der Ratsleute war, während sein Lederwams unversehrt geblieben war. Seitdem hielten sich die Ratsherren mit dem Luxus ihrer Kleidung zurück.[11]
- Karl heilt die Pest erzählt davon, wie in Aachen eine Seuche ausbrach. Da erschien ein Engel vor Karl und sagte zu ihm, er solle auf das Feld hinausreiten und einen Pfeil abschießen. Die Pflanze, die der Pfeil durchbohre, sei ein Heilmittel gegen die Seuche. Karl ritt durch das Königstor hinaus und schoss einen Pfeil ab. Der Pfeil traf eine distelartige Pflanze, und Karl ließ seine Ärzte aus ihrem Saft eine Medizin bereiten. Jeder, der diese Medizin einnahm, wurde sofort geheilt. Deshalb nannte man die Pflanze Karl zu Ehren Carlina. An der Stelle, an der der Pfeil niedergefallen war, ließ Karl das Siechenhaus Melaten errichten.[12]
- Karl des Großen Tod und Grab erzählt vom Ableben Karls des Großen. Sein Tod deutete sich durch Vorzeichen wie das Einstürzen des bedeckten Gangs zwischen Kaiserpfalz und Pfalzkapelle an. Nach seinem Tod wurde Karl in einer Gruft der Pfalzkapelle auf einem Thron sitzend mit der Krone auf dem Kopf beigesetzt. In einer Hand hielt er ein Szepter, die andere ruhte auf einem Evangelienbuch, das auf seinen Knien lag. Otto III. ließ das Grab im Jahr 1000 öffnen und fand Karl unverwest auf dem Thron sitzen. Nur die Nasenspitze war angefault. Otto ließ sie durch Gold ersetzen und nahm aus dem Mund einen Zahn als Reliquie. Dann ließ er die Gruft wieder verschließen.[13]
- Die Printensage spielt nach dem Stadtbrand von Aachen 1656. Die Bäcker wollten besonders beim Wiederaufbau helfen, weil der Brand in einer Bäckerei ausgebrochen war. Ein Bäckerjunge kam auf die Idee, das Gebäck zu backen, das Kaiser Karl seinerzeit so geliebt hat, dass ihm das Rezept mit ins Grab gegeben wurde. Weil niemand mehr wusste, wo dieses Grab war, bot der Teufel dem Bäckerjungen an, ihm das Grab zu zeigen, wenn er dafür den Schlüssel zur Domschatzkammer bekomme. Der Lehrling ging darauf ein. Im Grab war der Kaiser erst über die Störung seiner Totenruhe verärgert. Als er jedoch den Grund erfuhr, hatte er Mitleid mit seiner Stadt und gab dem Bäckerjungen das Printenrezept. Die Printen wurden ein voller Erfolg, die Aachener hatten zu Essen und der Verkauf brachte dringend notwendiges Geld. Als der Teufel seinen Lohn abholen wollte, gab der Bäckerjunge ihm erstmal ein Blech frisch gebackener Printen. Diese dufteten so köstlich, dass der Teufel die Printen samt dem heißen Blech auf einmal verschlang. Davon bekam er Magenschmerzen und fuhr fluchend in die Hölle zurück – die Schatzkammer hat er vergessen.[14]

### Weitere Sagen und Legenden

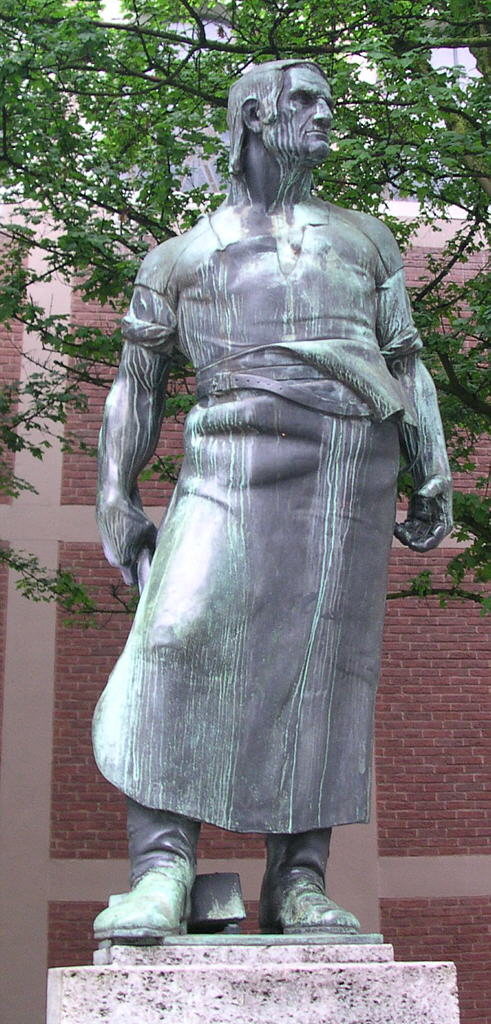
Wehrhafter Schmied, Denkmal von Carl Burger

Erster Bahkauvbrunnen von Karl Krauß

- Rudolf von Habsburg erzählt von der Krönung Rudolfs I., des ersten römisch-deutschen Königs nach dem Interregnum. Bei dem Festmahl nach seiner Krönung in Aachen trug ein Sänger eine Ballade von einem Grafen vor, der bei einem Ausritt einem Priester begegnete, der einem Sterbenden die Wegzehrung bringen wollte. Weil ein Hochwasser eine Brücke weggerissen hatte, wollte der Priester zu Fuß durch den Bach waten. Der Graf schenkte dem Priester sein Pferd, damit er sicher zum Ziel komme. Rudolf erkannte in dem Sänger den Priester wieder, dem er selber einst sein Pferd geschenkt hatte.[15] Die Aachener Sage greift also ihrerseits eine andere Sage auf, die Sage Rudolf von Habsburg und der Priester von Ibach.
- Die Tempelritter zu Aachen versucht, die Namen Templergraben und Templerbend zu erklären. Demnach habe dort ein Kloster des Templerordens gestanden. In der Nacht, in der der letzte Großmeister des Templerordens in Paris auf dem Scheiterhaufen verbrannt wurde, sei das Kloster samt Kirche im Erdboden versunken.[16] Die Sage hat keine historische Grundlage, weil es in Aachen nie eine Niederlassung des Templerordens gegeben hat.
- Der Schmied von Aachen erzählt von dem gescheiterten Versuch des Grafen Wilhelm IV. von Jülich, Aachen unter seine Kontrolle zu bringen. In der Gertrudisnacht 1278 ließen ihn Verbündete in die Stadt ein. Wilhelm konnte mit seinen Kriegern bis zum Markt vordringen, bis das Eindringen bemerkt wurde und die Bürger zu den Waffen gerufen wurden. Wilhelm geriet in Bedrängnis und wich mit einem kleinen Rest seiner Krieger zur Jakobstraße aus. Dort trat ihm ein Schmied entgegen, der ihn und seine drei Söhne erschlug.[17]
- Die Hinzenmännchen erzählt von einem Volk von Gnomen oder Kobolden, die in einem unterirdischen Höhlensystem unter dem Hinzenturm, einem Wachtturm der Aachener Stadtmauer lebten. Für ihre Feste forderten sie von den Aachenern, geputztes Geschirr vor die Türe zu stellen, das sie nachts abholten und morgens sauber wieder vor die Türe stellten. Wer nichts herausgestellt hatte, bei dem polterten sie die ganze Nacht, so dass er keinen Schlaf finden konnte. Zwei Kriegsgesellen, die nach Aachen kamen, machten sich darüber lustig. Sie wollten nachts Wache halten und den Hinzenmännchen mit ihren Degen beikommen. Am anderen Morgen fand man sie tot vor dem Hinzenturm, sie hatten sich gegenseitig durchbohrt.[18]
- Die buckligen Musikanten erzählt von einem Fiedler, der einen Buckel hatte. Eines Nachts kam er um Mitternacht an den Fischmarkt und fand dort eine Gesellschaft feiernder Damen. Eine davon forderte ihn auf, ihnen zum Tanz aufzuspielen. Als Belohnung nahm sie ihm seinen Buckel ab, und als er nach Hause kam, fand er seine Jackentaschen voll von Gold. Ein zweiter Fiedler, der ebenfalls einen Buckel hatte, neidete ihm den Erfolg. Nach langem Üben von Tanzmelodien schlich auch er sich um Mitternacht zum Fischmarkt und fand dieselbe Gesellschaft vor. Trotz aller Mühen brachte er aber nur traurige Melodien hervor, und als er am Ende seinen Lohn forderte, packte ihm eine der Damen noch den Buckel des ersten Fiedlers auf.[19]
- Die Mobesin erzählt von der Gräfin Mobesin, die ein großes Haus bewohnte und mit niemandem Umgang hatte. Nachts schien sie große Feste zu feiern, obwohl kein Besuch beim Betreten des Hauses gesehen wurde. Die Mobesin hatte eine Katze, die im Haus arbeitende Handwerker drangsalierte. Eines Tages hieb ein Dachdecker ihr drei Klauen von der Vorderpfote ab. Da ertönte von innen ein Geschrei, und Bedienstete fanden die Gräfin blutend vor. An ihrer Hand fehlten drei Finger. Als man die Finger in der Dachrinne fand und der Dachdecker seine Geschichte erzählte, war sie als Hexe überführt und wurde auf dem Scheiterhaufen verbrannt.[20]
- Die Bahkauvsage erzählt von einem Untier in Gestalt eines zotteligen Kalbs mit scharfen Zähnen und Bärenklauen, das in dem Abwasserkanal der Thermalquellen am Büchel hauste. Nachts sprang es betrunken heimkehrenden Männern plötzlich auf den Rücken und ließ sich von ihnen nach Hause tragen. Dort sprang es ab und suchte sein nächstes Opfer. Frauen und Kinder belästigte das Bahkauv aber nie.[21]

## Adaptionen
Verschiedene Aachener Sagenstoffe wurden belletristisch verarbeitet. Von Judith C. Vogt stammt die Fantasy-Triloge Die Geister des Landes (2012–2015), in der Mythen der Eifel und der Kaiserstadt Aachen thematisiert werden. Günter Kriegers Romane Gertrudisnacht (2001) und Das Untier von Aachen (2014) betten Aachener Sagen in ein mittelalterliches Panorama. Bereits 1909 erschien die Erzählung Der Schmied von Aachen von Johann Walter Neumann. Die Sage von der Gräfin Mobesin wurde 2006 gemeinsam mit Die buckligen Musikanten in der Kinderoper Die Gräfin Mobesin oder die beiden buckligen Fiedler und die Zauberfrauen von Aachen verarbeitet.
Der Comicautor und Illustrator Alfred Neuwald rief 2013 seine zeitreisende Comicfigur Karl der Kleine ins Leben, ein humorvoller Gegenentwurf zu Kaiser Karl dem Großen. In den Comics werden zahlreiche Aachener Sagen und Legenden aus verschiedenen Epochen aufgegriffen.